# Miss Tokelau
Miss Tokelau désigne les concours de beauté féminine destinés aux jeunes femmes des îles Tokelau, appartenant à la Nouvelle-Zélande.
Le concours a lieu pour la première fois en 2009 et est remporté par Joanne O’Brien de l'atoll d'Atafu. L'année suivante, Maleka Mativa devient Miss Tokelau. En 2011, le concours n'a pas lieu.
En 2012, la vainqueure du concours est Hiniva Foua.
Le concours est uniquement présent à l'élection de Miss Terre, mais absent des concours Miss Univers et Miss Monde.[réf. nécessaire]